# Kolonia Kniewo
Kolonia Kniewo – kolonia w Polsce położona w województwie zachodniopomorskim, w powiecie choszczeńskim, w gminie Drawno, powstała 1 stycznia 2003. W roku 2007 kolonia liczyła 4 mieszkańców. Kolonia wchodzi w skład sołectwa Drawno. 
Kolonia leży ok. 800 m na zachód od Drawna.